# Góry Szugnańskie
Góry Szugnańskie (tadż. қаторкӯҳи Шугнон, trl.: ķatorkūḩi Šuġnon, trb.: katorkuhi Szughnon) – pasmo górskie w Tadżykistanie, w zachodnim Pamirze, będące działem wodnym rzek Gunt i Szachdara. Rozciąga się na długości ok. 80 km. Najwyższy szczyt ma wysokość 5704 m n.p.m. (Szczyt Skalisty). Występują lodowce górskie o łącznej powierzchni ok. 150 km². Na stokach stepy i łąki wysokogórskie.